# Assassinato de Julieta Hernández Martínez
Julieta Inés Hernández Martínez (1985–2023) foi uma artista circense venezuelana, conhecida por sua personagem "Palhaça Jujuba". Ela percorreu o Brasil de bicicleta, promovendo apresentações culturais e defendendo causas sociais. Em dezembro de 2023, durante uma de suas viagens, Julieta foi brutalmente assassinada no município de Presidente Figueiredo, Amazonas, um crime que gerou comoção e debates sobre violência de gênero e xenofobia no país.

## Biografia
Nascida em 1985 na Venezuela, Julieta Hernández dedicou-se às artes circenses e ao ativismo social. Em 2015, migrou para o Brasil, onde integrou o grupo "Pé Vermêi", composto por artistas e cicloviajantes que percorrem o país realizando apresentações culturais. Sob o pseudônimo "Palhaça Jujuba", Julieta idealizou o espetáculo "Viagem de Bicicleta de uma Palhaça Só... Sozinha?", com o qual visitou mais de nove estados brasileiros, compartilhando sua arte e mensagens de igualdade de gênero.

## Desaparecimento
Em 23 de dezembro de 2023, durante uma viagem de bicicleta rumo à Venezuela para reencontrar sua mãe, Julieta desapareceu em Presidente Figueiredo, Amazonas. Após 14 dias sem contato, amigos e familiares registraram um boletim de ocorrência relatando seu desaparecimento.

## Assassinato, investigação e prisões
As investigações levaram à prisão de Thiago Agles da Silva, de 32 anos, e Deliomara dos Anjos Santos, de 29 anos, que confessaram o crime. Segundo relatos, o casal planejou roubar o celular de Julieta; diante da resistência da vítima, eles a agrediram, abusaram sexualmente, queimaram seu corpo e, posteriormente, a enforcaram. O corpo foi encontrado enterrado próximo ao local onde ela estava hospedada.

## Repercussão
O assassinato de Julieta gerou indignação e mobilizou artistas, ciclistas e ativistas em todo o Brasil e no exterior. Em 12 de janeiro de 2024, manifestações ocorreram em mais de 160 cidades, incluindo localidades na América Latina, América do Norte e Europa, em homenagem à artista e como forma de protesto contra a violência de gênero.
A família de Julieta, juntamente com organizações de direitos das mulheres, iniciou uma campanha para que o crime fosse reconhecido como feminicídio, argumentando que a violência sofrida por ela apresentava traços de misoginia e xenofobia, considerando sua condição de mulher migrante venezuelana. No entanto, o Ministério Público do Amazonas enquadrou o caso como latrocínio, estupro e ocultação de cadáver. Esse posicionamento gerou debates sobre a necessidade de reconhecer as especificidades de crimes cometidos contra mulheres migrantes e a importância de uma tipificação adequada para garantir justiça e visibilidade às vítimas.